# ゲーツヘッド・サンダー (1999年)
ゲーツヘッド・サンダー（Gateshead Thunder）は、かつて活動したイングランド、タイン・アンド・ウィア、ゲーツヘッドのプロラグビーリーグクラブである。スーパーリーグでわずか1シーズンプレーした後にハル・シャークスと合併した。同じ名称が付けられた新クラブがゲーツヘッドでのラグビーリーグを維持するためにその後に設立された。

## 歴史
1998年、ゲーツヘッドはスウォンジーとカーディフからの誘致に先んじでスーパーリーグにおける営業権を公式に与えられた。クラブはゲーツヘッド・サンダーと命名された。
シーズン序盤の観客動員数は低かったが、シーズン終了までには3,895人に上がった。サンダーはプレーオフまでわずか勝ち点が2及ばなかったが、シーズンを6位で終えた。
リーグでのシーズン中、サンダーは70万ポンドの損失を出したと主張し、そのため1999年11月15日、理事会はサンダーとハル・シャークスとの合併の意向を発表した。そのために彼らはスーパーリーグ・ヨーロッパによって125万ポンドを支給された。プレミアシップクラブ協会は新たな合併会社がノーザン・フォード・プレミアシップに別のハルを本拠地とするチームを参入させる試みを阻止した。そのため、新クラブは「ハルFC」と呼ばれ、全てのホームゲームをハルでプレーすることになった。この「合併」は彼らのスーパーリーグの地位を保持するためのハルFCによるサンダーの単純な買収として納得されてきた。
この合併に反対の元のゲーツヘッド・サンダーのファンらは、独立したクラブを保つための草の根組織、Thunder Stormを設立した。これは最終的には成功しなかったものの、地元のファンの支持によって新たなゲーツヘッド・サンダークラブが結成されることとなった。新たなゲーツヘッド・サンダーは2001シーズンにノーザン・フォード・プレミアシップでプレーすることが認められた。